# Mordella insidiosa
Mordella insidiosa là một loài bọ cánh cứng trong họ Mordellidae. Loài này được Lucas miêu tả khoa học năm 1849.